# Ханс фон Донани
Ханс фон Донани (на немски: Hans von Dohnányi) е германски юрист от унгарски произход, спасител на евреи и борец от съпротивата, участвал в опита за убийство на фюрера Адолф Хитлер от 20 юли 1944 г.

## Биография

### Произход и младежки години
Ханс фон Донани е роден в семейството на унгарския композитор Ернст фон Донани и неговата съпруга, пианистката Елизабет Кунвалд. След като родителите му се развеждат, той израства в Берлин. Учи в гимназията Grunewald, където става приятел с Дитрих и Клаус Бонхьофер. От 1920 до 1924 г. изучава право в Берлин. През 1925 г. получава докторска степен по дисертация на тема „Международният договор за отдаване под наем и искането на Чехословакия за наемане на пристанище Хамбург“.
След като взима първия държавен изпит през 1924 г., той се жени за Кристел Бонхьофер, сестра на своите приятели в училище, през 1925 г. Той и съпругата му имат три деца: Клаус (кмет на Хамбург от 1981 до 1988 г.), Кристоф (музикален диригент) и Барбара.

### Кариера
Донани работи в сената в Хамбург за кратко време и през 1929 г. започва кариера в Министерството на правосъдието на Райха, работейки като личен консултант с титлата прокурор на няколко министри на правосъдието. През 1934 г. поста е променен на Regierungsrat („държавен съветник“). През 1932 г. той е адютант на Ервин Бумке, председател на райхския съд. Като съветник на Франц Гюртнер от 1934-1938 г., Донани се запознава с Адолф Хитлер, Йозеф Гьобелс, Хайнрих Химлер и Херман Гьоринг. Той има достъп до най-тайните документи на министерството на правосъдието.

### Участие в Съпротивата и смърт
Подтикван от чистката в Нощта на дългите ножове през 1934 г., „легитимираща“ убийствата, извършени по заповед на правителството, без съд и присъда, Донани започва да търси контакти с германски съпротивителни кръгове. Той си записва престъпленията на режима, така че в случай на колапс на Третия райх той ще има доказателства за техните престъпления. През 1938 г., след като става известен неговият критичен поглед върху нацистката расова политика, Мартин Борман го прехвърля в Конфедерален съвет в Лайпциг като съветник.
Воден от Вилхелм Канарис, той доста бързо се превръща в център на съпротивата срещу Хитлер.
През 1942 г. дава възможност на двама еврейски адвокати от Берлин, Фридрих Арнолд и Юлиус Флийс, да избягат с близките си в Швейцария, маскирани като агенти на Абвер. Общо 13 души напускат Нацистка Германия безпрепятствено, благодарение на фалшификациите на Донани и операцията, известна като U-7. Той тайно отива в Швейцария, за да се увери, че бежанците ще бъдат допуснати. Също така гарантира, че са получили пари, за да се издържат.
В края на февруари 1943 г. се занимава с плана на Хенинг Фон Тресков да убие Хитлер. Бомбата, която е пренесена на борда на самолета на Хитлер в Смоленск, обаче не успява да се задейства.
На 5 април 1943 г. Донани е арестуван в кабинета си от Гестапо по обвинения в предполагаемо нарушение на чуждестранни валути. Той е прехвърлил средства на швейцарска банка от името на евреите, които е спасил.
Военният съдия Карл Сак, който сам по себе си е член на Съпротивата, умишлено забавя процеса на Донани, но през 1944 г. е предаден на концентрационния лагер в Захсенхаузен. Участието му в заговора от 20 юли излиза наяве след неуспеха на плана. Гестапо намира и някои от документите, които преди това той е скрил, и решава, че Донани е „мозъкт на заговора“ срещу Адолф Хитлер. По заповед на Хитлер на 6 април 1945 г. той е осъден на смърт и екзекутиран два или три дни по-късно (в зависимост от източника), обесен със струна от пиано.